# Guldspiken
Guldspiken är en roman av Peter Nilson utgiven 1985. 
Romanen är inspirerad av verkliga personer, platser och episoder i 1800-talets Småland men berättelsen har framträdande inslag av magisk realism som inte skiljer mellan det verkliga och det övernaturliga.

## Handling
Handlingen utspelar sig i Slätthögs socken under den senare delen av 1800-talet. Elias är en föräldralös pojke som tagits om hand av sin morfar. En dag möter Elias traktens mjölnare som berättar att han ämnar fara till Amerika och köra lokomotiv på järnvägen där rälsen är spikad med guldspik och att han ska ta med sig Elias dit när han blir stor. 
Strax därefter drabbas Elias av en religiös kallelse efter att ha dödat en tjur som slitit sig och förföljt honom. Han tycker sig höra en röst från underjorden som uppmanar honom att gå till helvetet och predika. Han går till sjöss och upplever ombord vad som måste vara det jordiska helvetet. Återkommen till Slätthög uppfattas han som en galning, vars lämpligaste plats måste vara dårhuset i Växjö.
Elias beger sig därefter av till det stora landet i väster där järnvägen sägs vara spikad med guldspik, men han upptäcker snart att livet där är lika eländigt som hemma. Han har himmelska syner där de döda uppenbarar sig för honom i mycket konkret gestalt. Elias sliter ont men av en slump  kommer rikedomen till slut till honom ändå genom en märklig häst som vaskar guld åt honom och han kan återvända hem som en förmögen man.